# Pavonia bullulata
Pavonia bullulata är en malvaväxtart som beskrevs av Bénédict Pierre Georges Hochreutiner. Pavonia bullulata ingår i släktet påfågelsmalvor, och familjen malvaväxter. Inga underarter finns listade i Catalogue of Life.